# Pandurii Târgu Jiu

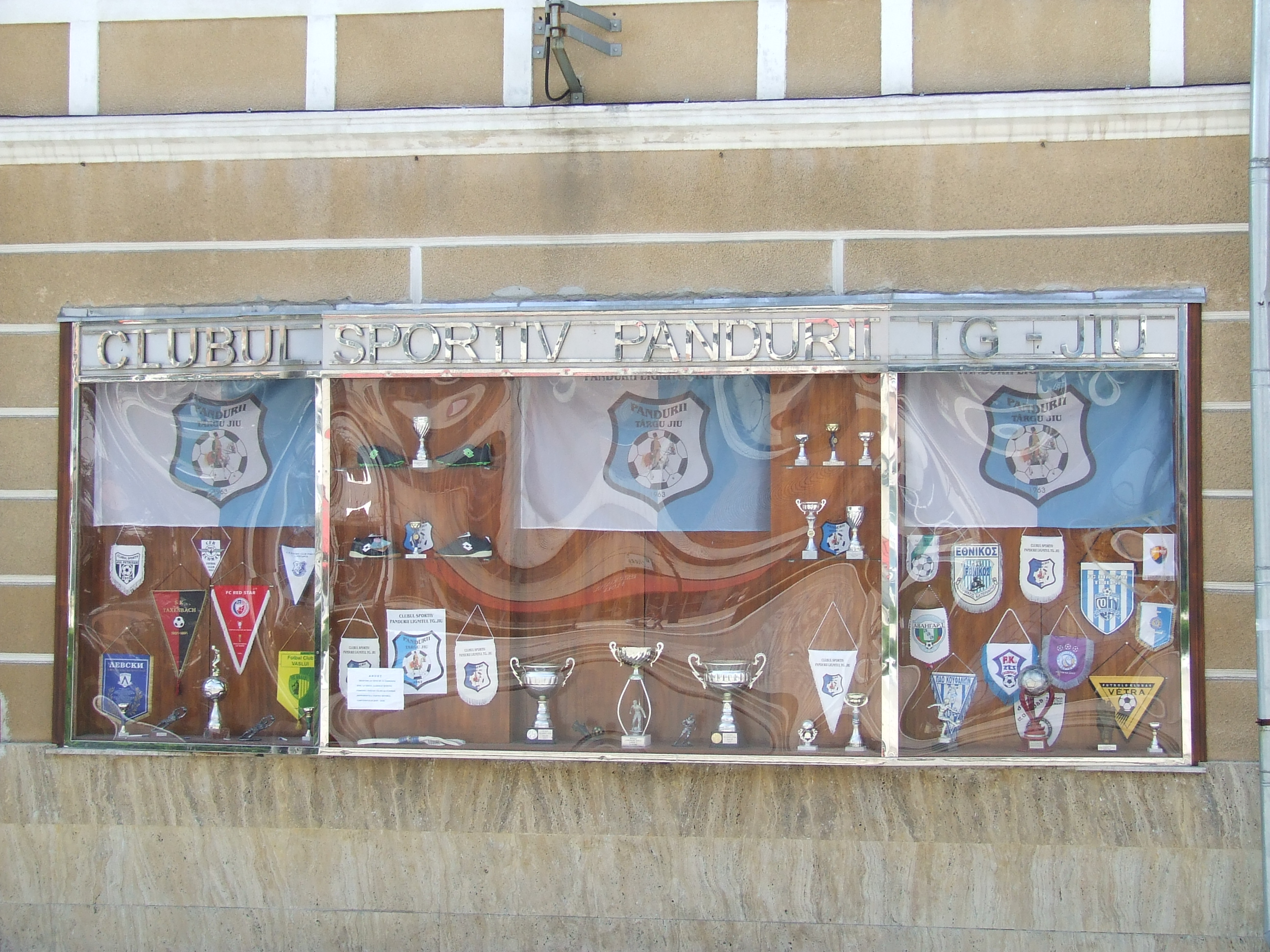
Prijzenkast van Pandurii Târgu Jiu (mei 2006)

Pandurii Târgu Jiu (voluit: Clubul Sportiv Pandurii-Lignitul Târgu Jiu) is een in augustus 1962 ontstane voetbalclub uit Târgu Jiu, Roemenië, na de fusie tussen Flacăra-Unirea Târgu Jiu en CIL Târgu-Jiu. De club speelde van 2005 tot 2017 in de Liga 1 en wordt gesponsord door “Compania Națională a Lignitului Oltenia”. In 2020 degradeerde de club ook uit de tweede klasse. 

## In Europa
Uitslagen vanuit gezichtspunt 
| Seizoen | Competitie    | Ronde        | Land              | Club                  | Totaalscore | 1e W    | 2e W       | PUC |
| ------- | ------------- | ------------ | ----------------- | --------------------- | ----------- | ------- | ---------- | --- |
| 2013/14 | Europa League | 2Q           | Vlag van Estland  | FC Levadia Tallinn    | 4-0         | 0-0 (U) | 4-0 (T)    | 6.0 |
|         |               | 3Q           | Vlag van Israël   | Hapoel Tel Aviv FC    | 3-2         | 1-1 (T) | 2-1 (U)    | 6.0 |
|         |               | PO           | Vlag van Portugal | SC Braga              | 2-1         | 0-1 (T) | 2-0 nv (U) | 6.0 |
|         |               | Groep E      | Vlag van Italië   | ACF Fiorentina        | 1-5         | 0-3 (U) | 1-2 (T)    | 6.0 |
|         |               | Groep E      | Vlag van Oekraïne | Dnipro Dnipropetrovsk | 1-5         | 0-1 (T) | 1-4 (U)    | 6.0 |
|         |               | Groep E (4e) | Vlag van Portugal | FC Paços de Ferreira  | 1-1         | 1-1 (U) | 0-0 (T)    | 6.0 |
| 2016/17 | Europa League | 3Q           | Vlag van Israël   | Maccabi Tel Aviv FC   | 2-5         | 1-3 (T) | 1-2 (U)    | 0.0 |

Totaal aantal punten voor UEFA coëfficiënten:6.0

## Bekende (oud-)spelers
- Suently Alberto
- Nicolas Alnoudji
- Nicandro Breeveld
- Jordy Buijs
- Vlad Chiricheș
- Alexandru Maxim
- Victor Pițurcă
- Diego Rubio
- Matija Smrekar